# Зустрічна смуга (фільм, 1986)
Зустрічна смуга (рос. Встречная полоса) — радянський художній фільм 1986 року, знятий режисером Геннадієм Павловим за однойменною п'єсою О. Боріна.

## Сюжет
В результаті автомобільної катастрофи гинуть дружина і сестра професора Бєляєва, який перебував за кермом своїх «Жигулів». Суд засуджує Бєляєва до трьох років позбавлення волі, а водія самоскида Терьохіна, який став мимовільним учасником зіткнення, виправдовують. Однак усвідомлення причетності до непоправного горя людей приносить Терьохіну чимало моральних страждань.

## У ролях
- Володимир Самойлов — Степан Олексійович Бєляєв, ветеран праці, глава сім'ї
- Надія Самойлова — Віра Михайлівна Бєляєва, дружина Степана Олексійовича
- Олександр Михайлов — Ігор Степанович Бєляєв, син Степана Олексійовича, професор
- Валентина Карєва — Ольга Степанівна Бєляєва, дочка Степана Олексійовича, лікар
- Андрій Болтнєв — Матвій Ілліч Кудінов, чоловік Ольги Степанівни, директор школи
- Олена Дробишева — Тамара, молода дружина Ігоря Степановича
- Володимир Стеклов — Олег Олегович Терьохін, водій самоскида
- Наталія Єгорова — Катерина Іванівна Терьохіна, дружина Олега Олеговича
- Сергій Селіванов — Вася Терьохін, син Олега Олеговича
- Валерій Шальних — Зубков, слідчий, старший лейтенант міліції
- Петро Щербаков — прокурор
- Валерій Баринов — голова виконкому
- Радій Афанасьєв — майор міліції
- Віктор Власов — керівник організації, яка робить ремонт в школі
- Олег Дуригін — епізод
- Римма Коміна — працівник довідкового бюро в аеропорту
- Олексій Кузнецов — молодший лейтенант міліції
- Олександр Манкевич — член президії урочистих зборів
- Павло Морозенко — суддя
- Майя Полянська — учасник наради у голови виконкому
- Євгенія Уралова — Ніна, колишня дружина Ігоря Степановича
- Інна Федорова — епізод
- Ніка Авластімова — епізод
- Денис Афанасьєв — епізод
- Євген Приходько — епізод
- Катерина Шустова — епізод

## Знімальна група
- Режисер-постановник — Геннадій Павлов
- Сценарист — Олександр Борін
- Оператор — Євген Павлов
- Художник — Марина Крупнова